# カーティス・メイフィールド・トリビュート
| 専門評論家によるレビュー | 専門評論家によるレビュー |
| レビュー・スコア         | レビュー・スコア         |
| 出典                     | 評価                     |
| ------------------------ | ------------------------ |
| Allmusic                 | 3/5stars                 |

『カーティス・メイフィールド・トリビュート』 (A Tribute to Curtis Mayfield) は、カーティス・メイフィールドの音楽を讃える、様々なアーティストたち（ヴァリアス・アーティスツ）によるアルバム。トリビュート・アルバムの多くは、アーティストが死去した後に録音される例が多いが、このアルバムはメイフィールドが死去する5年前に発表された。
メイフィールドは1990年の事故で頸椎を損傷し、全身麻痺の状態に陥り、その後は車椅子での生活を余儀なくされていたが、本作には、自らも参加している。

## トラックリスト
メイフィールドと John W. Pate, Sr. の共作である「Amen」を除き、すべてカーティス・メイフィールドが書いた楽曲である。
1. チョイス・オブ・カラーズ (Choice of Colors) – グラディス・ナイト – (3:52)
2. イッツ・オール・ライト (It's All Right) – スティーヴ・ウィンウッド – (4:21)
3. レッツ・ドゥ・イット・アゲイン (Let's Do It Again) – リパーカッションズ（英語版）とカーティス・メイフィールド – (4:55)
4. ビリー・ジャック (Billy Jack) – レニー・クラヴィッツ – (6:18)
5. ルック・イントゥ・ユア・ハート (Look Into Your Heart) – ホイットニー・ヒューストン – (3:54)
6. ジプシー・ウーマン (Gypsy Woman) – ブルース・スプリングスティーン – (3:34)
7. ユー・マスト・ビリーヴ・ミー (You Must Believe Me) – エリック・クラプトン – (4:28)
8. アイム・ソー・プラウド (I'm So Proud) – アイズレー・ブラザーズ – (4:57)
9. フール・フォー・ユー (Fool for You) – ブランフォード・マルサリス&インプレッションズ – (3:45)
10. キープ・オン・プッシン (Keep On Pushin)– テヴィン・キャンベル – (3:21)
11. ザ・メイキングス・オブ・ユー (The Makings of You) – アレサ・フランクリン – (4:26)
12. ウーマンズ・ガット・ソウル (Woman's Got Soul) – B.B.キング – (3:49)
13. ピープル・ゲット・レディ (People Get Ready) – ロッド・スチュワート – (5:01)
14. （ドント・ウォーリー）イフ・ゼアズ・ア・ヘル・ビロウ,ウィ・アー・オール・ゴーイング・トゥ・ゴー ((Don't Worry) If There's a Hell Below, We're All Going to Go) – ナラダ・マイケル・ウォルデン – (5:09)
15. アイヴ・ビーン・トライング (I've Been Trying) – フィル・コリンズ – (5:01)
16. アイム・ザ・ワン・フー・ラヴズ・ユー (I'm the One Who Loves You) – スティーヴィー・ワンダー – (3:58)
17. エーメン (Amen) – エルトン・ジョン&サウンズ・オブ・ブラックネス – (4:41)